# Neonsalmler

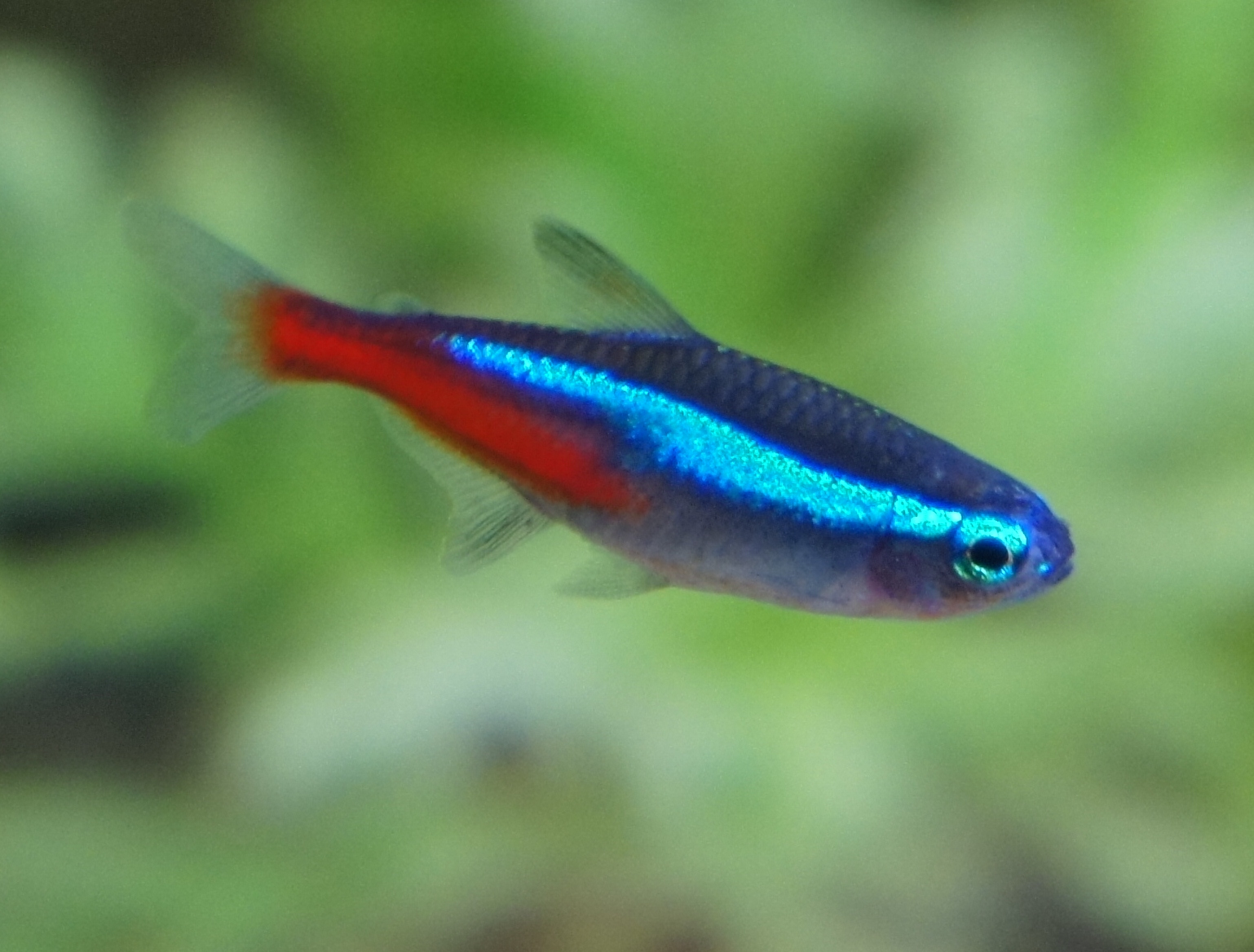
Neonsalmler Längssicht

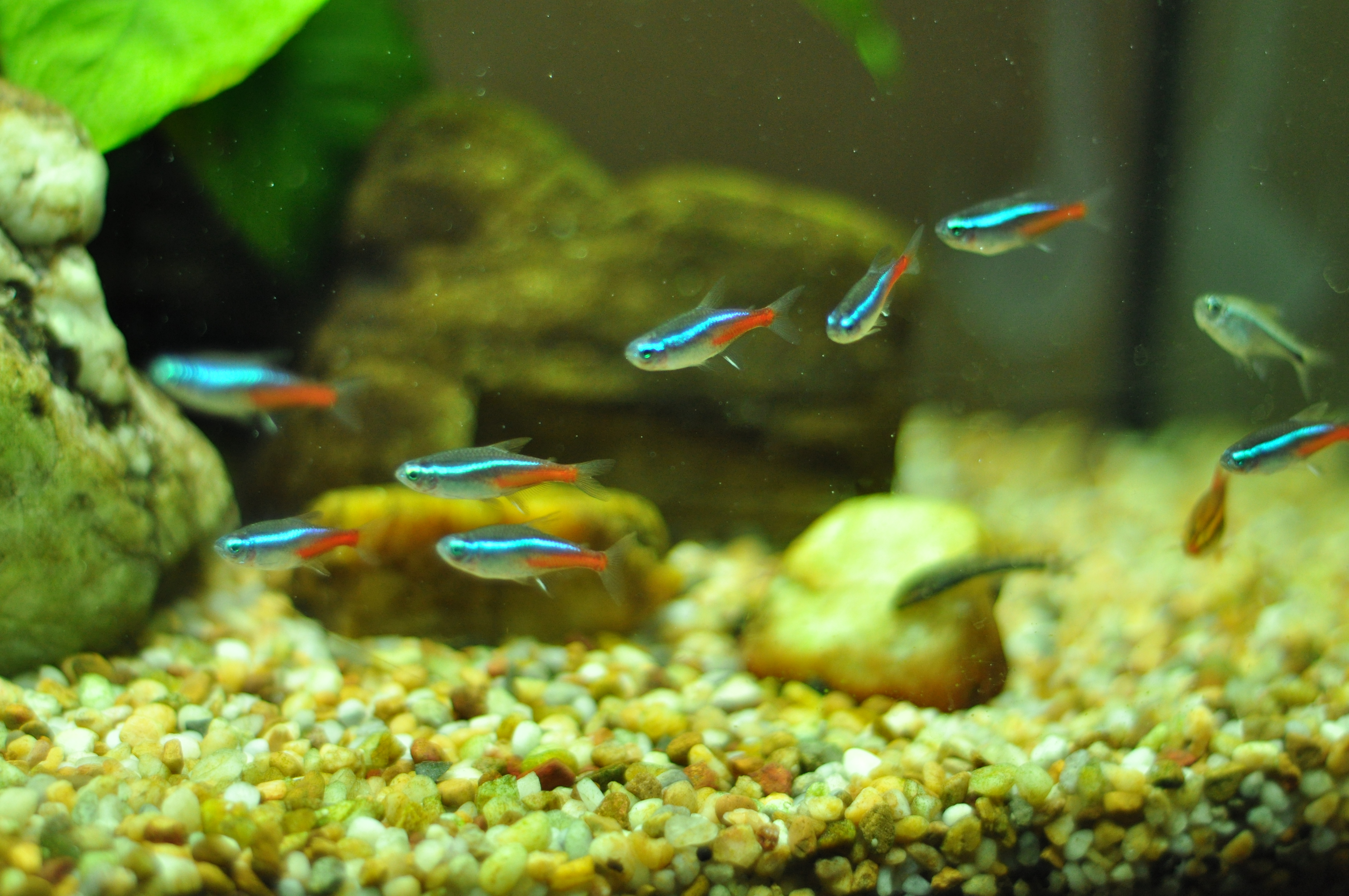
Gruppe von Neonsalmlern im Aquarium

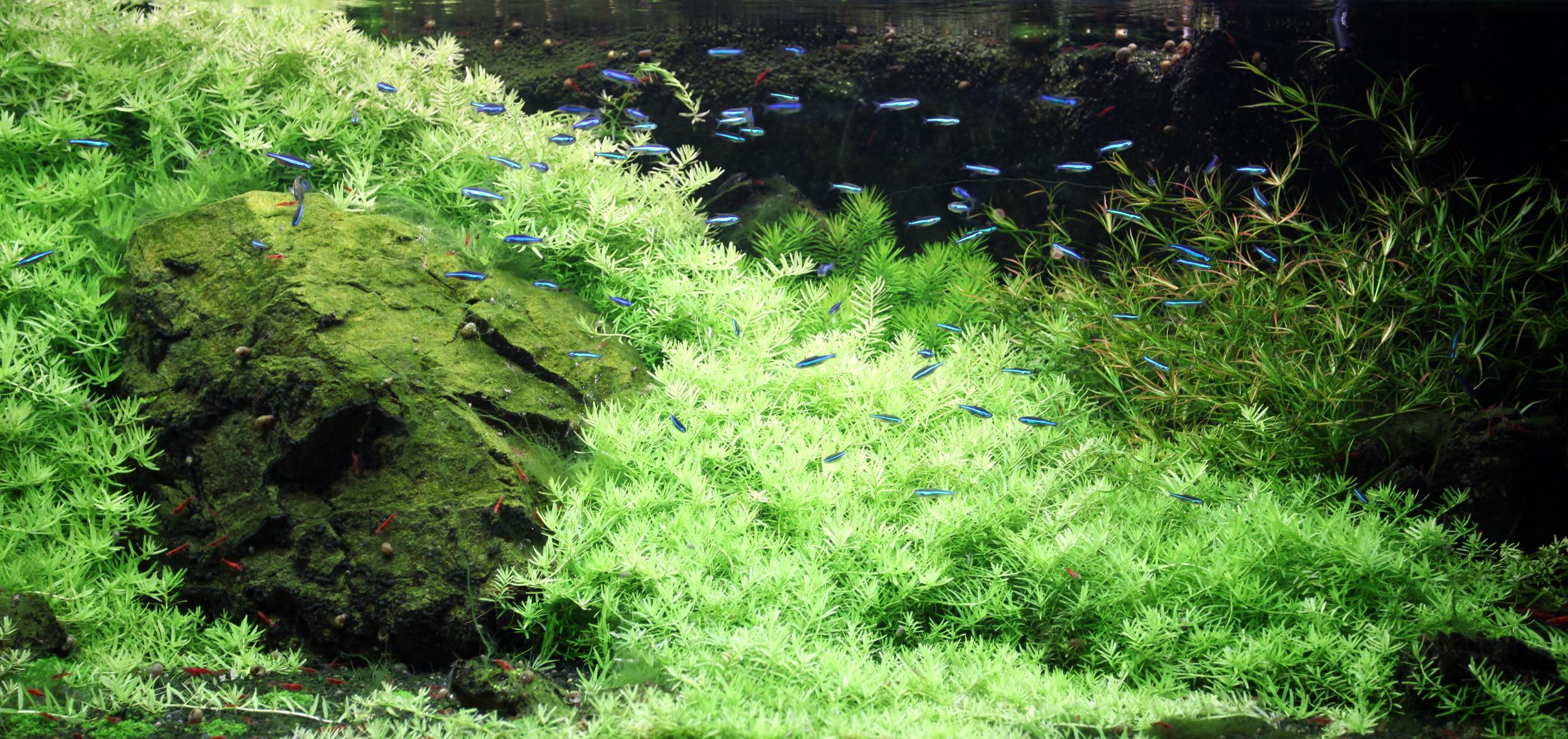
Größere Ansammlung von Neonsalmlern

Der Neonsalmler (Paracheirodon innesi, Synonyme: Cheirodon innesi, Hyphessobrycon innesi), auch Neontetra oder Neonfisch genannt, ist ein Süßwasserfisch aus dem oberen Amazonasbecken. Er kommt im Río Putumayo, im oberen Amazonas in der Region Loreto bei Iquitos bis São Paulo de Olivenca und in Teilen des Rio Purus vor. Nach dem Goldfisch und dem Guppy gehört er zu den bekanntesten Süßwasserzierfischen und zahlenmäßig meistgehandelten Aquarienfischen.
Die 3,5 bis 4 cm langen Tiere bilden Schwärme. Der Neonsalmler ernährt sich von kleinen Wirbellosen.
Sein Art-Epitheton innesi bezieht sich auf William T. Innes (1874–1969), den ehemaligen Herausgeber der früher führenden US-amerikanischen Aquaristikzeitschrift The Aquarium.

## Merkmale
Das charakteristische, irisierende, blau-grüne Band reicht lateral von der Nase bis zur Basis der Fettflosse. Das Abdomen ist silber-weiß. Die rote Färbung reicht von der Körpermitte bis zur Basis der Schwanzflosse. Die blau-grüne Farbe des Leuchtstreifens ändert sich nachts in dunkelviolett, der rote Streifen verblasst. Untersuchungen lassen den Schluss zu, dass die Verfärbung der Tarnung bei Inaktivität dient. Die Änderungen begrunden sich an jalousieförmigen Iridophoren.
- Flossenformel: Dorsale 2/, Anale 3/17–18, Pectorale 1/11–12.
- Schuppenformel: mLR 32–33, QR 9, SL 3–5.

## Systematik
Der Neonsalmler gehört zur Gattung Paracheirodon, in die Salmlerfamilie der Acestrorhamphidae und in die Unterfamilie Megalamphodinae, zu der besonders viele an Schwarzwasserflüsse angepasste Arten gehören.

## Verbreitung und Vorkommen
Paracheirodon innesi kommt im nördlichen und westlichen Amazonasgebiet, häufig in kühleren Bächen und im Oberlauf großer langsam fließender Regenwaldflüsse wie dem Orinoco, dem Oberen Amazonasbecken, den Quellflüssen des Amazonas, dem Río Ucayali, Río Putumayo, Río Marañon, Rio Japurá/Río Caquetá, Río Napo und anderen Gewässern in Peru, Kolumbien und Brasilien vor.
In den Gewässern der Três Fronteiras-Region bei Leticia/Kolumbien und Tabatinga/Brasilien ist der Neonsalmler die meist vertretene Fischspezies.
Die farbenfrohe Fischart bevorzugt Schwarzwasserflüsse, kommt aber auch im Klarwasser vor. Dafür fehlt sie in Weißwasserflüssen. Sein natürlicher Lebensraum ist von Regen- und Trockenzeiten, Starkregenfällen und Niedrigwasser beeinflusst. Der Neonsalmler toleriert daher eine breite Temperaturspanne von 20 bis 28 °C sowie leicht saures Wasser mit pH-Werten von 4,0 bis 7,5 bei einer zumeist geringen Wasserhärte.
In Flüssen bevorzugt der Neonsalmler schattige Uferbereiche unter überhängenden Bäumen und einem starken Bewuchs von Wasserpflanzen.

## Aquaristik
Der Neonsalmler gehört zu den kommerziell bedeutendsten Zierfischarten, die im Aquarienhandel meist preiswert in großer Stückzahl erhältlich ist.

### Wirtschaftliche Bedeutung
In den USA werden ca. zwei Millionen Exemplare pro Monat verkauft. Sie stammen meist aus Zuchtbetrieben aus Südostasien wie z. B. Hongkong, Singapur (in den 1960er Jahren eingeführt) und Thailand und zu gewissen Teilen auch von Wildfängen aus ihren südamerikanischen Heimatländern Kolumbien, Peru und Brasilien. Pro Monat werden etwa zwischen 1,5 und 1,8 Millionen Fische mit einem geschätzten Marktwert von 175.000 USD importiert. Weitere Nachzucht kommt von Hobbyaquarianern aus separaten Zuchtbecken.
Im Aquarienhandel sind außerdem noch Schleierformen, Diamantkopf-Neonsalmler (Paracheirodon innesi var. Diamant), sowie goldene und Albinofarbvarietäten erhältlich.

### Geschichte
Auguste Rabaut war der erste Naturkundler, der Paracheirodon innesi in den 1930er Jahren aus dem Amazonas bei Iquitos nach Europa importierte. Die Erfolgsgeschichte begann mit 13 lebendigen Neonsalmlern, die auf diesen Weg zur Firma Lepant nach Paris gelangten. 1935 wurden sie für 6.500 USD an die Aquarianer Hugo Schnell und Walter Griem in Hamburg verkauft. 1936 wurden fünf dieser Tiere mit dem Zeppelin „Hindenburg“ für das Shedd Aquarium in Chicago in die USA verbracht.
1936 wurde der Neonsalmler erstmals von George Sprague Myers beschrieben. Bald darauf wurde der Neonsalmler zu einem begehrten Zierfisch, der aufgrund der Schwierigkeiten des Transportes zu einem hohen Preis gehandelt wurde. Werner Ladiges nannte ihn aufgrund seines hohen Wertes das „Schwimmendes Gold vom Rio Ukayali“. Probleme bereitete damals die Nachzucht. Die Fische laichten ab, doch es gelang aus Unkenntnis der spezifischen Brutbedingungen nicht, die Larven überleben zu lassen. Später gelangen in Thüringen die ersten Zuchterfolge und der Neonsalmler wurde zu einem „Massenfisch“, der überall in der Aquaristik seine Verbreitung fand.

### Haltung
Das Farbkleid von Paracheirodon innesi ist durch seine Anpassung an Schwarzwasserflüsse und Signalwirkung für Artgenossen bedingt. Grelles Licht verträgt er schlecht und es bewirkt eine gewisse Schreckwirkung. Dem ist durch eine gedämpfte Beleuchtung, starkem Wasserpflanzenbestand (z. B. bedeckte Oberfläche mit Schwimmpflanzen wie Südamerikanischer Froschbiss) und Rückzugsmöglichkeiten Rechnung zu tragen.
Neonsalmler können in unbeheizten Becken gehalten werden. Dabei kommt die Kleinfischart mit zehn, fünfzehn, zwanzig Exemplaren für 50-Liter-Becken bis hin zu großen Schauaquarien von mehreren hundert Fischen in Zoologischen Gärten, Ausstellungen u. a. in Frage.
In seinem natürlichen Habitat ist Paracheirodon innesi eine annuelle Art, in Gefangenschaft kann sie bei optimalen Bedingungen eine Lebenserwartung bis maximal sechs Jahre erreichen.

### Verhalten in Gefangenschaft
Neonsalmler sind von Natur aus keine typischen Schwarmfische, sondern verteilen sich im Aquarium in kleinen Trupps oder Einzeltieren. Dabei halten sie aber untereinander Sichtkontakt. Erst bei einer äußeren Bedrohung zeigen sie dieses Verhalten vor allem beim Auftauchen von Fressfeinden. In ihrem natürlichen Habitat findet man Neonsalmler jedoch häufig in größeren Ansammlungen. Die auffallend leuchtenden Seitenstreifen dienen dabei der Markierung und des Gruppenzusammenhaltes. Die Körperzeichnung ist eine Anpassung an dunklen Bodengrund und dunkel gefärbtes Wasser.
Im Aquarium halten sich Neonsalmler bevorzugt im Mittelwasser auf. Männchen tragen, vor allem bei mangelndem Raum, untereinander häufig ritualisierte Rangkämpfe um temporäre Kleinreviere und Weibchen aus. Sie sind jedoch in der Regel verträglich und können mit einer Vielzahl friedlicher Fischarten wie z. B. Antennenwelse und friedliche Barbenarten gut vergesellschaftet werden. Konkurrenzstarke Blutsalmler oder Trauermantelsalmler hingegen sind weniger geeignet, da sie den kleinen Neonsalmlern bei der Futtersuche überlegen sind und diese verdrängen können.
Während der Balzzeit verstärkt sich die Leuchtkraft der Männchen, die dann ein ausgeprägtes Imponierverhalten an den Tag legen. Männchen rivalisieren untereinander, verfolgen sich gegenseitig, schwimmen frontal aufeinander zu oder umschwimmen sich in engen Kurven. Die Balzkämpfe drücken sich durch gegenseitiges Schütteln und das seitliche Drücken der Körper gegeneinander aus.

### Fütterung
Der Neonsalmler ist ein Allesfresser, der in seinem natürlichen Habitat jedoch tierische Nahrung wie Kleinstlebewesen bevorzugt, die er mit seinem kleinen Maul bewältigen kann. In Aquarien kann er mit Trocken- und Lebendfutter wie Artemia, Mückenlarven und Daphnien gefüttert werden. In der Aquarienhaltung sollten kleinere Portionen über den Tagesverlauf verteilt werden.

### Vermehrung
Die Vermehrung von Neonsalmlern, ein Freilaicher, gelingt meist nur unter speziellen Umweltverhätnissen. In ihrer Heimat leiten Wolkenbrüche und die damit verbundenen extremen Temperaturschwankungen die Laichbereitschaft ein.
Dies kann in separierten Becken mit Eichenextrakt, Tanninen, Huminsäuren, sowie Anteilen von torfgefiltertem und destilliertem Wasser stimuliert werden.
Neonsalmler, die eine Zeitlang in hartem Wasser gelebt haben, können häufig keine Nachkommen mehr produzieren. 
Für Zuchtzwecke sollten folgende Umweltbedingungen herrschen: sehr weiches Wasser mit KH unter 0,3 °dH, das Vorhandensein von Huminsäuren, pH-Wert zwischen 6,2 und 6,8 und eine Laichtemperatur von 23 °C bis 24 °C – dann eine Hälterungstemperatur von 18 °C bis 22 °C. Der Laichvorgang findet häufig nachts oder bei Dämmerung statt.
Optimal sind feingliedrige Wasserpflanzen wie Javamoos, wo die Eier vor Fressfeinden geschützt sind. Danach kann man die Eltern entfernen, da sie keine Brutpflege betreiben.

## Krankheiten
Als typische Krankheit gilt die sogenannte Neonkrankheit oder Pleistophora-Krankheit (Pleistophora hyphessobryconis), die von parasitären Zysten bzw. Mikrosporidien übertragen wird. Die ersten Symptome dieser Infektionskrankheit zeigen eine Unterbrechung der leuchtend blau-türkisfarbenen Längsbinde beziehungsweise Seitenstreifen. Der Befall äußert sich durch weiße Flecken, ein starkes Nachlassen der kräftigen Färbung und eine Verkrümmung des Rückgrats. Eine medikamentöse Behandlung ist noch nicht bekannt. Um eine Ausbreitung zu verhindern, müssen die befallenen Fische separiert und in einem Quarantänebecken isoliert werden.